# Kövics Zoltán
Kövics Zoltán (Törökszentmiklós, 1941. július 8. – Salzburg, 2000. szeptember 12.) Csokonai-díjas karnagy, művésztanár, főiskolai docens, kórusvezető.

## Életpályája
1941. július 8-án született Törökszentmiklóson négygyermekes értelmiségi család első gyermekeként. A zene iránti elkötelezett szeretete a gramofonos rádió hallgatásával kezdődött, majd a szentmiklósi Toller Ilona kántornővér melletti „helyettesítő” improvizációkkal folytatódott. Zongoratanulmányait Szomorjay Gáborné irányította, aki az 1950-es évek elején semmibe vett „hivatalos Bartók-elítélés” idején a Mikrokozmosz első kottakiadásából tanította érettségijéig. Törökszentmiklóson a Bercsényi Miklós Gimnáziumban érettségizett 1959-ben. A város iskoláiban az Egri főegyházmegye 2010-ben indította újra a katolikus oktatást a mai Bercsényi Miklós Katolikus Gimnázium és Kollégium, Általános Iskola és Óvoda kereteiben. Habár lélekben az orvosi pálya is vonzotta, származása miatt ez elérhetetlen volt számára. A család 1959-ben Debrecenbe költözött, hogy a gyermekek továbbtanulhassanak.

## Munkássága
1960-ban a Debreceni Kodály Zoltán Zeneművészeti Szakiskolába vették fel Kövics Zoltánt – ekkor dőlt el zenei pályafutása. A nagy múltú szakiskola az 1862-ben alapított Debreczeni Zenede örökségének folytatója, másfél évszázados történelme során számos neves művész, szakember alma matere volt; többek között Vásáry Tamás karmesternek és zongoraművésznek, Ujfalussy József zenetudósnak vagy Kocsár Miklós zeneszerzőnek.
Gulyás György karnagy, igazgató – maga is Kodály-tanítvány – olyan kiváló tanárokat tudott ide megnyerni, mint Pongrácz Zoltán zeneszerző, (ágyai) Szabó Emil zeneszerző, zenetanár vagy a zongoratanára, Illés Kálmán zongoraművész – kiváló személyes példákat, szellemiséget és módszertani példát mutattak a tanítványoknak.
A Zeneművészeti Szakiskola Szaktanárképzőjének (zongoratanár) elvégzését követően felvételt nyert – a zenetanári előtanulmányait is beszámítva – a budapesti Liszt Ferenc Zeneakadémia (alapítva: 1875, ma Liszt Ferenc Zeneművészeti Egyetem) középiskolai énektanár és karvezetés szakának 3. évfolyamára. Az Akadémián Vajda Cecília és Vásárhelyi Zoltán vezető karnagy irányításával végezte zenei tanulmányait, utóbbitól az akadémiai énekkarban a zenére való rácsodálkozás örömét és hitét, a pontos zenei megszólaltatás igényét életre szólóan megtanulta.
1967–1969 között a debreceni Csokonai Vitéz Mihály Gimnázium énektanára és karvezetője volt. A korábbi Piarista Gimnázium (1721-ben alapította gróf Csáky Imre nagyváradi püspök), majd a számos történelmi vihart átvészelt, 1913-tól újjáépített épületét 1950-ben államosították, 2007-től pedig ismét egyházi fenntartásban, Szent József Gimnáziumként folytatja működését. A Csokonai Vitéz Mihály Gimnázium – Debrecenben más helyen – középiskolai feladatait továbbra is végzi.

## Főbb szakmai eredményei
Zenei pályájának kezdetén a debreceni Csokonai Gimnázium Leánykarával 1969-ben már külföldi szereplésre is eljutott. Miután a megye egyetlen, zenetagozatos középiskolai osztályát megszüntették, 1969–1974 között (Debrecenben) a Kodály Zoltán Zeneművészeti Szakiskola elmélet tanára és kórusvezetője lett. Segédkarnagyként részt vállalt a Maróthi György Pedagógus Kórus munkájában és ugyancsak segédkarnagyként dolgozott egy ideig Gulyás György mellett is a hivatásos Kodály Kórusban. 1974-től volt a Liszt Ferenc Zeneművészeti Főiskola Zene- és Énektanárképző Szak Debreceni Tagozatán (1990-től Konzervatórium, ma: Debreceni Egyetem Zeneművészeti Kar) a hangszer szakos hallgatók zeneelmélet tanszékének vezetője, főiskolai docensként tanított 1993-ig.
Maróti Gyula a zenetörténet és az énekkari kultúra történetét egységben mutatja be, a kötet függelékei számos, a nagyközönség számára addig ismeretlen dokumentumot tartalmaznak a magyar énekkari kultúráról, művelődéspolitikáról, és a könyv először közli az 1947 óta nemzetközi versenyeken díjat nyert magyar kórusok jegyzékét. Az 1950-es években hosszú időre lehetetlenné vált, hogy a kiemelkedő képességű kórusok valamely tekintélyes európai fórumon megmérethessék magukat. A kapunyitást a debreceni Kodály-kórus versenysikerei és az 1961-es I. Debreceni „Bartók Béla” Nemzetközi Kórusverseny jelentette.
Bényei József újságíró alapos ismerője Debrecen és Hajdú-Bihar megye öntevékeny művészeti tevékenységének, így kóruséletének is. 1991 júniusában a Hajdú-Bihari Napló „Termés” rovatában indított cikksorozatot „Karnagyok”-ról, havi megjelenéssel, 23 cikk 24 karnagy-egyéniség bemutatásával, a „vox humana” elgondolásokról, törekvésekről, munkamódszerekről és megközelítésekről. 1991. december 14-én jelent meg Bényei cikke, amely a könyvvé transzformált kötet „A világ zenéje – a zene világa. A csodák megismételhetetlenek, vallja Kövics Zoltán” címmel.
Kövics Zoltán karvezetői életművében a legmeghatározóbb a Zeneművészeti Szakiskola 1971-ben általa alapított Debreceni Kodály Zoltán Zeneművészeti Szakközépiskola Leánykara (Kodály Leánykar), melyet megalakulásától kezdve vezetett 1993-ig, és amellyel több országban (Belgium, Portugália, Finnország, Svédország) is felléptek. A reneszánsz kórusművészet kevéssé ismert alkotásainak műsorra tűzését szívügyének tekintette. Nem véletlen, hogy a Kodály Leánykar első bemutatkozó hangversenyén többek közölt Palestrina egyetlen egyneműkari miséje, a Mantovai mise is elhangzott – Debrecenben először. Számos magyar szerző (pl. Kocsár Miklós, Balassa Sándor, Sáry László) művének ősbemutatója, Vajda János, Mohai Miklós szerzemények bemutatása, a kortárs szerzők hazai népszerűsítése fűződik a nevéhez, de külföldi, főleg a huszadik század utolsó harmada európai zenéjének (finn, francia svéd est) közkinccsé tételére is vállalkozott, ahogy fogalmaz: „Nem az az igazán progresszív, ami már-már megszólalhatatlanul nehéz. Az európai zene egy új (zenei) romantikus korszak kezdetét jelenti." Tamási László András karnagy így számolt be erről egy 1987-es debreceni Kortárs-Zene Fórumon: „A szakmáját magas szinten művelő karnagy számára az alkotás örömét jelenti egy új mű betanítása, amelyben a kórustagok is szívesen vesznek részt. Ha valaki professzionális kórust vezet, akkor feladatkörénél fogva is híve, elkötelezettje lesz a kortárs műveknek. (…) Idézi Kövics Zoltán hozzászólását:is „…zeneszerzői szempontból a konszonancia-disszonancia fogalmával egyszerűen meg kell tanítanunk az énekeseket fokról fokra nevelni, hogy azokat önmagukban dolgozzák fel, s ezt élő előadásként tudják bemutatni.”
1993-tól élete új fordulatot vett, csatlakozott Ausztriában tanító feleségéhez, a zongoraművésznő Helyes Erzsébethez. Ausztriai állomáshelyein, Wolfurtban a Zeneiskolában zongorát tanított, Schwarzach, Lauterach és Lochau osztrák kisvárosokban három férfikar dalosait vezette újabb sikerek felé. A Schwarzachi Férfikar szívének különösen kedves volt, velük Magyarországon és Németországban is járt.

## Fontosabb hangfelvételei, hanglemezei
- Huszadik századi finn, francia svéd estek (Magyar Rádió)[6]
- Éneklő Ifjúság sorozat 5-ös LP album (1978)[17]
- Éneklő Ifjúság sorozat 7-es LP album (1982)[18] a Debreceni Kodály Zoltán Zeneművészeti Szakközépiskola Leánykarával, továbbá más előadókkal közösen.

## Fontosabb hangversenyei
- Nemzetközi kórusfesztivál (a debreceni Maróthy György kórussal, Eisenach, NDK, 1969)[12]
- VIII. „Bartók Béla” Nemzetközi Kórusverseny (III. díj, Debrecen, 1978)[12]
- IX. „Bartók Béla” Nemzetközi Kórusverseny (I. díj, Debrecen, 1980)[12]
- Az Éneklő Ifjúság hangversenye (1983)[19]
- XI. „Bartók Béla” Nemzetközi Kórusverseny (II. díj, Debrecen, 1984)[12]
- Zenei Világnap, valamint Bárdos Lajos születésének 89. évfordulója alkalmából rendezett hangverseny (1988)[12][20]
- VI. Eurotreff ’89 Nemzetközi Zenei Fesztivál (Wolfenbüttel, Németország, 1989)[12]
- Hajdú-Bihar megyei Kórusfórum (1990)[21]
- XIV. „Bartók Béla” Nemzetközi Kórusverseny (I. díj, Debrecen, 1990)[12]
- Bárdos Lajos Szimpózium '91[22]
- Nemzetközi Kórusverseny (IV. díj, Arezzo, Olaszország, 1991)[12]
- Debreceni Tavaszi Fesztivál hangversenye (1992)[23]

## Elismerései
Sikereit karnagyi díjak, a Bartók Béla Nemzetközi Kórusversenyen szerzett I–II–III. díjak, a belgiumi Neerpeltben nyert első díj fémjelzik.
Munkásságát Debrecen városa 1963-ban Csokonai-díjjal ismerte el.
1990-ben megkapta az Artisjus-díjat (Szerzői Jogvédő) a kortárs magyar zeneművészeti és irodalmi alkotótevékenység elismeréséül Kocsis Zoltán, Perényi Miklós és Baross Gábor karnagy művésztársakkal egyidejűleg.
Kövics Zoltán Salzburg mellett 2000. szeptember 12-én közúti baleset áldozata lett.
Síremléke Budapesten a Fiumei úti Nemzeti Sírkertben található.